# Parafia św. Marka Ewangelisty w Herzmanicach
Parafia św. Marka Ewangelisty w Herzmanicach – parafia rzymskokatolicka znajdująca się w Ostrawie, w dzielnicy Herzmanice, w kraju morawsko-śląskim w Czechach. Należy do dekanatu Ostrawa diecezji ostrawsko-opawskiej.

## Historia
Parafia powstała w XIV lub w pierwszej połowie XV wieku. Została wymieniona w spisie świętopietrza sporządzonym przez archidiakona opolskiego Mikołaja Wolffa w 1447 pośród innych parafii archiprezbiteratu (dekanatu) w Cieszynie pod nazwą Hermansdorff. Na podstawie wysokości opłaty w owym sprawozdaniu liczbę ówczesnych parafian (we wszystkich podległych wioskach) oszacowano na 150.
Sprawozdanie z wizytacji kościelnej w 1652 wspomina o nim jako o zajętym przez ewangelików, lecz nie wymieniono go w wykazie kościołów odebranych ewangelikom przez specjalną komisję w 1654. Natomiast jako katolicki wymienia go sprawozdanie z wizytacji w 1679, kiedy był filią parafii w Polskiej Ostrawie w dekanacie frydeckim. W 1868 obok podupadłej drewnianej kaplicy rozpoczęto budowę nowego kościoła murowanego, poświęconego w 1870, po czy drewniany kościółek został zburzony.
Po I wojnie światowej Herzmanice znalazły się w granicach Czechosłowacji, wciąż jednak podległe były diecezji wrocławskiej (w 1919 jako samodzielna parafia), pod zarządem specjalnie do tego powołanej instytucji zwanej: Knížebiskupský komisariát niský a těšínský. W 1928 parafia została przepisana do nowo utworzonego dekanatu śląskoostrawskiego, a w 1939 jako jedna z 17 parafii archidiecezji wrocławskiej pozostała w granicach Protektoratu Czech i Moraw. W 1947 obszar ten wyjęto ostatecznie spod władzy biskupów wrocławskich i utworzono Apostolską Administraturę w Czeskim Cieszynie, podległą Watykanowi. W 1978 obszar Administratury podporządkowany został archidiecezji ołomunieckiej, a parafia znalazła się w dekanacie frydeckim. W 1996 wydzielono z archidiecezji ołomunieckiej nową diecezję ostrawsko-opawską.